# Hippia (Plantae)
Hippia, biljni rod iz porodice glavočika, dio podtribusa Cotulinae. 
Postoji osam vrsta, sve su južnoafrički endemi. Tipična vrsta je aromatični grm H. frutescens

## Vrste
1. Hippia bolusae Hutch.
2. Hippia frutescens L.
3. Hippia hirsuta DC.
4. Hippia hutchinsonii Merxm.
5. Hippia montana Compton
6. Hippia pilosa Druce
7. Hippia simplicior Magee & B.Busch
8. Hippia trilobata Hutch.

## Vanjske poveznice
|  | Zajednički poslužitelj ima još gradiva o temi Hippia (Asteraceae) |
|  | Wikivrste imaju podatke o taksonu Hippia (Asteraceae)             |